# Marguerite Vaillant-Couturier
Pour les articles homonymes, voir Vaillant et Couturier.
Marguerite Vaillant (12 mai 1855 à Paris 16e - 1er mai 1930 à Paris 16e) est une cantatrice française, soprano, chanteuse légère d'opéra-comique.

## Biographie
Par sa grand-mère Vaillant, Marguerite Vaillant est la cousine germaine du peintre Albert Besnard, la sœur de la cantatrice Pauline Vaillant, la mère de Paul Vaillant-Couturier et la tante de la cantatrice Marguerite Carré et de l'acteur Jean-Paul Le Tarare.
Elle aborde la carrière artistique, après avoir remporté, au Conservatoire de Paris, le premier prix de chant, opéra et opéra comique en 1878. Elle est engagée à l'Opéra, mais étant liée avec la Monnaie de Bruxelles, il y a procès pour s’être soustraite volontairement à l'engagement vis-à-vis des théâtres subventionnés et doit payer 19 000 francs à l’État pour dédit.
À Bruxelles, en 1878, Mireille, Romeo et Juliette et l'Etoile du Nord consacrent son talent naissant. Elle épouse le 22 février 1879 à Bruxelles, Félix Couturier, un baryton du conservatoire. À compter de cette date, elle adopte Vaillant Couturier comme nom de scène.
En 1879, elle chante à Marseille dans tout le répertoire de grand opéra et d'opéra comique. Elle obtient un brillant succès dans Mme Favart à Genève. Elle chante à Nantes en 1882 et elle est engagée aux Nouveautés de Paris pour créer un nouveau genre, la musique d'opéra comique adaptée à l'opérette ; Le Cœur et la Main en 1882, de Charles Lecocq et le Roi de Carreau, de Théodore de Lajarte, en 1883, tiennent l'affiche pendant toute une saison, grâce au talent de Vaillant. A ce moment, Massenet, qui vient de terminer Manon, veut la faire engager pour créer le rôle, mais comme il y a un dédit à payer, elle est forcée de rester aux Nouveautés. 
En 1884, elle chante à Saint-Petersbourg et retourne à Bruxelles, où elle se fait applaudir dans Manon, Mireille, Le Pré aux clercs et tout le répertoire, puis au théâtre royal d'Anvers pour la saison d'hiver 1885-86. À Lyon, son succès est Hérodiade. Elle retourne à Paris, elle fait de brillants débuts à l'Opéra-Comique, en 1888, chante Carmen et crée le rôle de Thisbé de Montefiori dans l'Escadron volant de la reine de Henry Litolff. Malgré cela, elle part pour Nice, Monte-Carlo, Anvers, et Alger.
Elle est inhumée à Sainte-Croix-Volvestre où sa belle-famille possédait une maison.